# 雅各布·施密德
雅各布·施密德（英語：Jacob Schmid，1994年1月18日—），澳大利亚男子自行车运动员。他曾代表澳大利亚参加2018年英联邦运动会自行车比赛，获得男子个人竞速赛和男子团体竞速赛铜牌。